# Splyce
Splyce ist eine amerikanische E-Sport-Organisation, welche im Jahr 2015 noch unter dem Namen Follow eSports gegründet wurde. Die Organisation besitzt aktuell Teams in League of Legends, Call of Duty, Counter-Strike: Global Offensive, Super Smash Bros., World of Warcraft, Hearthstone und StarCraft II. Bis zum 16. Juli 2019 existierte auch noch ein Rocket League Team von Splyce, das unter anderem durch die einzige weibliche professionelle Rocket League Spielerin Jamie „Karma“ Bickford bekannt war.

## League of Legends
Durch Investitionen von Team Dignitas in der Nordamerikanischen League of Legends Championship Series, mussten sie eines ihrer beiden Teams verkaufen. Sie verkauften das League of Legends Championship Series EU Team an Follow eSports. Am 2. Dezember folgte dann die Umbenennung in Splyce. Das Team bestand damals nur aus dänischen Spielern. Im Aufgebot für den Spring Split 2016 spielten Martin „Wunderwear“ Hansen als Top-Laner, Joans „Trashy“ Anderson als Jungler, Chres „Sencux“ Laursen als Mid-Laner, Kasper „Kobbe“ Kobberup als ADC und Nicolai „Nisbeth“ Nisbeth als Support. Das Team beendete den Spring Split 2016 als Achter und musste somit an der Relegation teilnehmen. Das Team konnte seinen Platz für den Summer Split 2016 für die League of Legends Championship Series mit einem 3:2-Sieg über Giants Gaming verteidigen. Zum Summer Split 2016 wechselte Splyce den Supporter aus. Nicolai „Nisbeth“ Nisbeth wurde durch Mihael „Mikyx“ Mehle ersetzt. Da Mihael „Mikyx“ Mehle die dänische Sprache nicht beherrscht, musste das Team ihre Kommunikation auf Englisch umstellen. Nach dem Wechsel der Supporter konnte sich Splyce im Summer Split 2016 mit einem 2. Platz in der Gruppenphase für die Playoffs qualifizieren. Diese schloss das Team auf dem 2. Platz hinter G2-Esports ab, welchen man sich mit 3:1 geschlagen geben musste. Das Team konnte sich dann über die Regional Qualifiers mit einem 3:2 über Unicorns of Love für die Worlds 2016 qualifizieren.
2019 haben sie sich erneut über die Regional Qualifiers für die Worlds qualifiziert. In der Play-In-Phase konnten sie sich dabei mit einem 3:2 gegen die, erstmals in der russischen Liga spielenden Unicorns of Love unter anderem mit deren ehemaligen Top-Laner Tamás „Vizicsacsi“ Kiss durchsetzen. In der Gruppenphase zwan Splyce den 1. Platz aus der chinesischen LPL zu einem Tiebraker nach einer enorm starken zweiten Woche. In diesem Spiel mussten sie sich dann allerdings geschlagen geben. Trotzdem zogen sie als 2. Platz ins Viertelfinale ein, wo sie auf den Rekordweltmeister SK Telecom T1 trafen.

### Lineup im Januar 2019
| Nat.       | Name                            | Position |
| ---------- | ------------------------------- | -------- |
| Ungarn     | Tamás „Vizicsacsi“ Kiss         | Top Lane |
| Rumänien   | Andrei „Xerxe“ Dragomir         | Jungle   |
| Tschechien | Marek „Humanoid“ Brázda         | Mid Lane |
| Danemark   | Kasper „Kobbe“ Kobberup         | AD Carry |
| Norwegen   | Tore „Norskeren“ Hoel Eilertsen | Support  |

## Call of Duty
Das Team wurde zu dem Erscheinen von Call of Duty: Black Ops III gegründet. Splyce schaffte es, sich für die erste Saison der Call of Duty World League EU über einen Sieg gegen FAB Games eSports zu qualifizieren. In dieser erreichte das Lineup den sechsten Platz und qualifizierte sich damit für die Playoffs, wo das Team sich erst im Finale Millenium geschlagen geben musste.
Am 19. September 2017 wurde bekannt gegeben, dass Thomas „Tommey“ Trewren das Team in Call of Duty: WWII ergänzen wird. Dieses Lineup belegte im Dezember 2017 auf ihrem ersten Offline-Turnier, der CWL Dallas Open den zweiten Platz.

### Lineup im November 2017
- Ben „Bance“ Bance
- Dylan „Madcat“ Daly
- Tom „Tommey“ Trewren
- Jordan Joshua „Jurd“ Crowley

## Counter-Strike: Global Offensive

### Lineup im Februar 2018
- Kory „SEMPHIS“ Friesen
- Daniel „roca“ Gustaferri
- David „DAVEY“ Stafford
- Zack „XotiC“ Elshani
- Taylor „Drone“ Johnson

## Super Smash Bros

### Lineup im Juli 2016
- McCain „MacD“ LaVelle
- Michael „Nintendude“ Brancato

## World of Warcraft

### Lineup im Juli 2016
- Carlos „Absterge“ Correa
- Vincent „Jellybeans“ Tran
- Matthew „Walterbare“ McFarlane
- Nijas „Dota“ Kostic

## Hearthstone

### Lineup im Juli 2016
- Victor „Vlps“ Lopez
- Brian „Th3rat“ Courtade

## Overwatch

### Lineup im Juli 2016
- Matthew „clockwork“ Dias
- Jan „cozen“ Lasota
- Eric „PapaSmurf“ Murphy
- Bradford „PYYYOUR“ Ross

## StarCraft II

### Lineup im Mai 2017
- Kang „Solar“ Min-soo
- Kim „Stats“ Dae-yeob
- Jun „TY“ Tae-yang